# Esther Cohen
Esther Cohen (auch Esthir Cohen; geboren um 1924 in Ioannina, Nordgriechenland; gestorben 1. Dezember 2020 ebenda) war eine griechische Holocaust-Überlebende, später auch Zeitzeugin. Sie galt als älteste Auschwitz-Überlebende Griechenlands.

## Leben

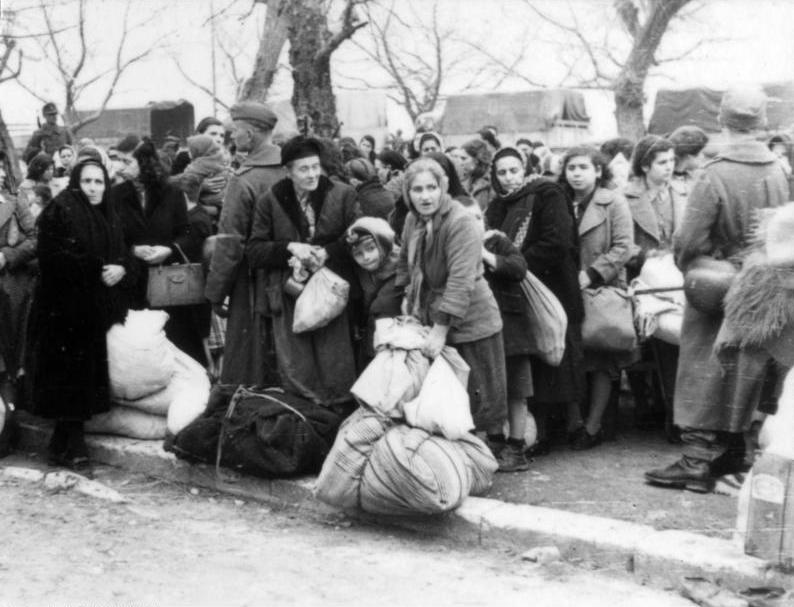
Deportation der Juden von Ioannina, dokumentiert von der Propagandakompanie, 25. März 1944

Esther Cohen wohnte mit ihrer Familie und ihren fünf Geschwistern in der traditionsreichen jüdischen Gemeinde von Ioannina. Am 25. März 1944 wurde Cohen mit ihrer Familie und rund 2000 jüdischen Frauen, Männern und Kindern am Hauptplatz zusammengetrieben und aus ihrer Heimatstadt deportiert. Der Zug brachte sie in das Konzentrationslager Auschwitz-Birkenau. Bereits während der neuntägigen Fahrt starben viele Menschen, vor allem Ältere. An der Rampe wurde Esther Cohen von ihrer Familie getrennt.

„Das letzte Mal, als ich meine Eltern sah, war auf dem Bahnsteig in Auschwitz, wo wir getrennt wurden. Ich erinnere mich, dass sie, als sie auf der Ladefläche eines Lastwagens weggefahren wurden, riefen: ‚Mädchen, verteidigt eure Ehre.‘ Eines Tages, als eine Gefangene unsere Köpfe kahl rasierte, fragte sie mich, was aus meinen Eltern geworden sei. Ich sagte, ich wüsste es nicht. Sie zeigte auf Flammen, die aus dem Krematorium drangen. Sie sagte: ‚Dort brennen sie.‘“

Nur 112 der Insassen des Transports überlebten die Shoah. Cohens Überleben war dem Zufall geschuldet. Ein deutscher Arzt jüdischer Abstammung versteckte sie, als die Krankenstation geräumt wurde. Die SS-Männer brachten alle Häftlinge der Station zum Krematorium. Nach der Befreiung erfuhr sie, dass – mit Ausnahme einer Schwester – die ganze Familie ausgelöscht worden war.
Cohen kehrte zurück nach Ioannina, wo sie aber nicht willkommen geheißen wurde. In der Wohnung ihrer Familie wohnten neue Mieter, die sie unter Verwünschungen vertrieben. Sie lernte Samuel Cohen kennen, der in den Bergen überlebt und sich dem Widerstand angeschlossen hatte, und heiratete ihn. Das Paar hatte zwei Kinder. Cohen suchte Erinnerungsstücke ihrer Familie und erfuhr, dass zwei Singer-Nähmaschinen aus dem Besitz der Familie zum örtlichen Bischof gelangt waren. Dieser hatte sie jedoch den lokalen Behörden übergeben. Als sie dort nachfragte, wurde ihr aufgetragen, die Seriennummern bekannt zu geben, damit man mit der Suche beginnen könne. Sie entblößte ihren Unterarm, zeigte den Beamten die eintätowierte Häftlingsnummer und bemerkte, dies sei die einzige Nummer, an die sie sich erinnern könne.
In Interviews später stellte sie fest, dass die Nazis nicht nur ihren Körper, sondern auch ihre Seele tätowiert hätten. Eine antisemitische Beschimpfung ihres Religionslehrers, nachdem dieser sie mit ihrer Mutter gesehen hatte, veranlasste ihre Tochter, auch Lehrerin, nach Israel zu emigrieren und nie wieder nach Ioannina zurückzukehren. Gefragt, warum sie lange geschwiegen habe, antwortete sie: „Weil wir uns fürchteten. Wir waren ungeliebt bei jedermann. Verstehen Sie?“
Am 7. März 2014 trafen Esther und Samuel Cohen mit dem deutschen Bundespräsidenten Joachim Gauck während seines Besuchs in Ioannina zusammen. Der Bundespräsident bat die Holocaust-Überlebenden unter Tränen um Vergebung für die Gräueltaten des deutschen NS-Regimes. Die Fotos der Umarmung von Esther Cohen wurden weltweit publiziert.
Cohens Mann starb 2017.